# Muwatalli II
Muwatalli II fue un rey hitita (1295 a. C.-1272 a. C.) (cronología corta), famoso por su participación en la batalla de Qadesh (1274 a. C.). Su reino destaca por las continuas guerras contra las tribus kaskas en el norte y con Egipto en el Canaán.
Era hijo de Mursili II y le sucedió sin problemas a su muerte. Al comienzo de su reinado tuvo que enfrentarse con ciertas rebeliones en Arzawa, lideradas por un noble hitita, Piyamaradu; estas revueltas fueron sofocadas tras una serie de campañas exitosas, aunque Piyamaradu buscó refugio en los reinos vecinos, y continuó intentando alzar a los reinos de Anatolia occidental en revuelta.

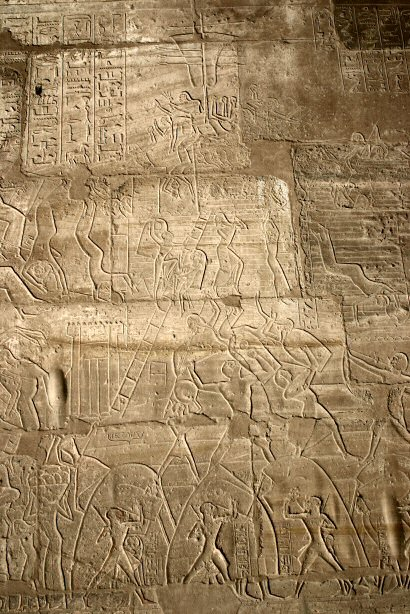
Cerco egipcio y defensa hitita de la ciudad fronteriza de Dapur.

El ascenso en Egipto de la decimonovena dinastía hizo a Muwatalli temer por la seguridad de las posiciones hititas en el Levante y Siria. Para tratar de combatir el renacimiento egipcio, Muwatalli tomó la decisión de trasladar la capital desde Hattusa a Tarhuntassa, situada más al sur, y por tanto, más cerca de los territorios amenazados por los egipcios y más lejos de los kaskas; Muwatalli encomendó la protección del norte del reino a su hermano Hattusili III, que logró arrebatar bastante territorio a los kaskas. Parece ser que mientras Muwatalli se preparaba para el choque contra Egipto, Adad-nirari I de Asiria capturó el reino de Mitani, que, por esta época, era sólo una sombra de su antiguo poderío.
Con el ascenso al trono del enérgico Ramsés II en Egipto, la guerra se hizo inevitable. En el cuarto año de su gobierno, Ramsés II partió hacia Siria, y en el quinto año de su gobierno (que según el criterio cronológico en uso para los reyes hititas, fue el 1274 aC) tuvo lugar la batalla de Qadesh; aunque el resultado de esta batalla no está claro, parece que Ramsés II fue incapaz de realizar conquista alguna, mientras que los hititas lograron aumentar su red de vasallos en la zona.
Poco después de la batalla de Kadesh, Muwatalli falleció, dejando el trono para su hijo Urhi-Tesub, que gobernó con el nombre de Mursili III.